# 고성버스
고성버스(固城―)는 경상남도 고성군의 농어촌버스 회사이고, 본사는 경상남도 고성군 고성읍 송학고분로 339 (송학리 416-2, 고성여객자동차터미널)에 위치해 있다.

## 차고지
- 경상남도 고성군 고성읍 송학리

## 주요 연혁
- 1996년 7월 16일: 회사 설립[1]

## 주요 차종
- 자일대우버스: 레스타, NEW BS090
- 현대자동차: 카운티 뉴 브리즈 EV